# Đầy tớ của Nhân dân
Đầy tớ của Nhân dân (tiếng Ukraina: Слуга народу, tiếng Nga: Слуга народа) là một loạt phim truyền hình hài châm biếm chính trị Ukraina được sản xuất bởi Volodymyr Oleksandrovych Zelensky. Trong loạt phim, Zelensky đóng vai Vasyl Petrovych Holoborodko, một giáo viên bộ môn lịch sử ở độ tuổi 30 tại trường trung học, đã bất ngờ được bầu làm Tổng thống Ukraina sau khi một video lan truyền được quay bởi một trong những học sinh của ông, cho thấy ông đang nói những lời tục tĩu để chống lại sự tham nhũng của chính phủ tại đất nước của ông.
Bộ phim được sản xuất bởi Kvartal 95, hãng phim do Zelensky thành lập. Bộ phim đã ảnh hường nhiều đến chính trị thực tế của Ukraina; vào ngày 31 tháng 3 năm 2018, một đảng chính trị được đặt tên theo bộ phim truyền hình này đã được đăng ký với Bộ Tư pháp, và Zelensky đã được bầu làm Tổng thống thực sự của Ukraina vào ngày 21 tháng 4 năm 2019 với hơn 70% phiếu bầu ở vòng hai.

## Nội dung

### Phần 1
Cốt truyện của bộ phim xoay quanh Vasyl Petrovych Holoborodko, một giáo viên dạy lịch sử bình thường, một ngày nọ đã trở nên khó chịu trước cuộc sống xung quanh mình và trong một cơn tức giận, có những lời nói tục tĩu về tham nhũng ở Ukraina. Một học sinh trong lớp đã bí mật quay đoạn hội thoại này bằng điện thoại di động và tung lên Youtube, sau đó đã nhận được hàng triệu lượt xem.
Holoborodko đã trở thành tâm điểm trên Internet và dưới sự thuyết phục của các học trò, cũng như sự ủng hộ của những người dân đã quyên góp được số tiền cần thiết để đăng ký trở thành ứng cử viên, đã ra ứng cử Tổng thống. Cuối cùng, mọi người đã rất bất ngờ khi ông đã đắc cử Tổng thống Ukraina. Trong thời gian đương nhiệm, Vasyl tỏ ra bối rối trong việc lãnh đạo các vấn đề quốc gia, chính trị và đời tư.

### Phần 2
Vào mùa xuân năm 2016, đạo diễn của loạt phim Aleksey Kiryushchenko đã thông báo rằng họ có kế hoạch quay phần 2 của bộ phim truyện, dựa trên kịch bản của phần 1. Theo ông, bộ phim dự kiến sẽ được công chiếu vào đầu năm 2017. Kể từ mùa hè năm 2016, bộ phim đã được thực hiện ở nhiều thành phố khác nhau của Ukraina.
Phần 2 là phiên bản mở rộng của bộ phim. Bảy tập đầu tiên kể về câu chuyện trước khi phần 1 xảy ra, bảy tập tiếp theo là phiên bản mở rộng của phim, tại đây, cốt truyện được thể hiện chi tiết hơn, mười tập còn lại kể về những sự kiện xảy ra sau bộ phim.
Theo cốt truyện của phần 2, sau khi những cải cách được thực hiện theo yêu cầu của IMF bị thất bại, Holoborodko đã từ chức, nhưng vẫn ra ứng cử tham gia cuộc bầu cử tổng thống tiếp theo ở Ukraina. Nửa sau của phần phim, ông dành trọn những nỗ lực để giành lại sự yêu mến của mọi người bằng một chương trình vận động hoành tráng.

### Phần 3
Mùa 3 của bộ phim mở đầu tại Đại học Y khoa Kiev năm 2049. Sinh viên đại học đi nghe giảng một cách miễn cưỡng, không hiểu tại sao lại cần đến nó, họ nghiên cứu lịch sử Ukraina giai đoạn 2019-2023. Giáo viên kể cho học sinh nghe về những sự kiện diễn ra trong những ngày đó, sau cuộc bầu cử thứ hai của Holoborodko.

## Diễn viên

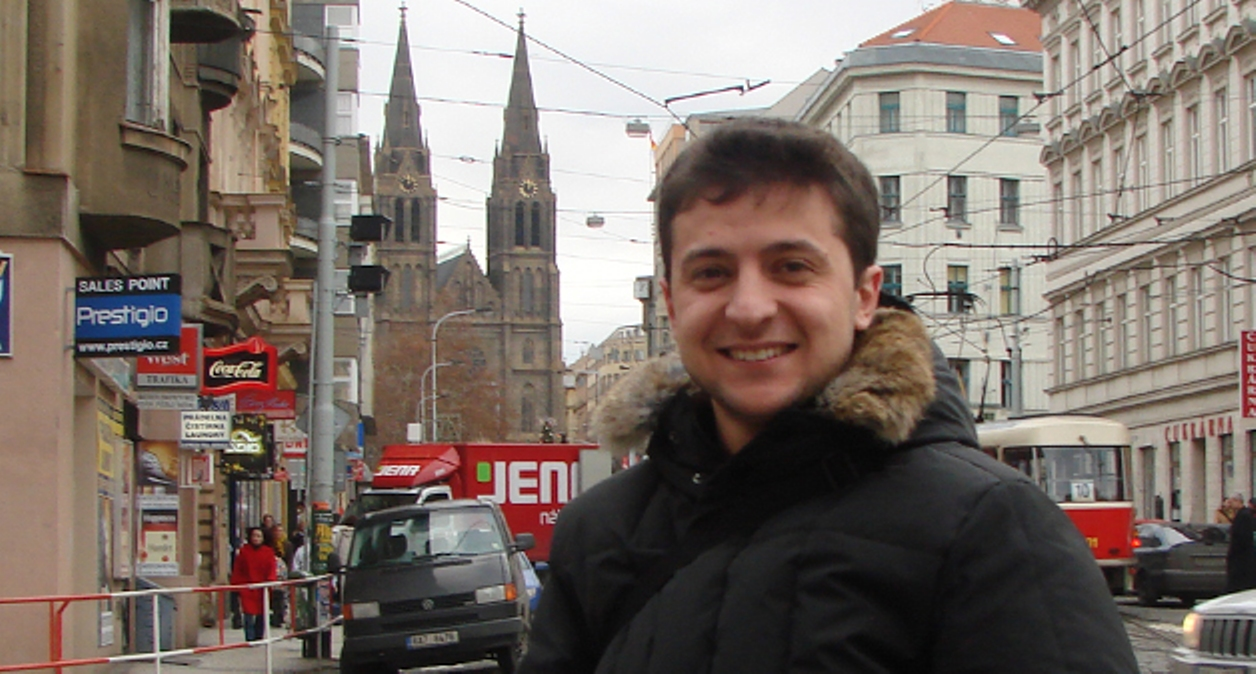
Volodymyr Oleksandrovych Zelensky đóng vai Vasyl Holoborodko trong bộ phim

- Volodymyr Oleksandrovych Zelensky: Vasyl Petrovych Holoborodko—Tổng thống Ukraina
- Stanislav Boklan: Yuriy Ivanovich Chuiko—Thủ tướng Ukraina.
- Viktor Saraykin: Petro Vassilyevich Holoborodko—Cha của Vasyl.
- Nataliya Sumska: Mariya Stefanovna Holoborodko—Mẹ của Vasyl.
- Kateryna Kisten: Svetlana Petrovna Sakhno—Em gái của Vasyl, Tổng cục phó thứ nhất của cơ quan thuế Ukraina.
- Olena Kravets: Olha Yuriyivna Mishchenko—Vợ cũ của Vasyl, giám đốc Ngân hàng Quốc gia Ukraina. Sau đó bà trở thành quyền Thủ tướng.
- Yevhen Koshovy: Serhiy Viktorovich Mukhin—Bộ trưởng Bộ Ngoại giao Ukraina.
- Olha Zhukovtsova-Kyiashko: Oksana Skovoroda—trợ lý của Mukhin.
- Yury Krapov: Mikhaylo Ivanovich Sanin—Bộ trưởng Bộ Tài chính Ukraina.
- Oleksandr Pikalov: Ivan Andreyevich Skorik—Bộ trưởng Bộ Quốc phòng Ukraina, cựu đại úy hải quân.
- Mykhailo Fatalov: Mikhail Ashotovich Tasunyan—Người đứng đầu Cơ quan Mật vụ Ukraina (SBU).
- Anna Koshmal: Natasha Sakhno—Cháu gái của Vasyl.
- Halyna Bezruk: Anna Mikhailovna—Bạn gái của Vasyl.

## Phát hành
Servant of the People được phát sóng lần đầu trên kênh 1+1 ở Ukraina. Sau đó, hãng phim đã đăng toàn bộ các tập phim lên YouTube để miễn phí cho mọi người dân.
Kênh truyền hình Belarus Belarus-1 bắt đầu phát sóng chương trình vào khung giờ vàng buổi tối từ ngày 11 tháng 11 năm 2019.
Servant of the People đã được các kênh truyền hình của Estonia và Kazakhstan mua lại. Vì vậy, vào đầu 2019, bộ phim truyền hình Ukraina đã bắt đầu được phát sóng trên kênh truyền hình ETV+ của Estonia, được chiếu vào khung giờ vàng (lúc 20:30) sau khi bản tin tin tức được phát hành. Ngoài ra, bộ phim cũng được một số nền tảng trực tuyến mua lại.
Vào tháng 9 năm 2017, Kvartal 95 Studio đã bán bản quyền phát sóng bộ phim cho nền tảng truyền hình Internet lớn nhất thế giới Netflix. Ngoài ra, Studio Kvartal 95 đang đàm phán một thỏa thuận bán định dạng của loạt phim cho công ty Mỹ FOX Studios.
Kênh truyền hình TNT tại Nga chỉ phát sóng một tập để thử nghiệm vào ngày 11 tháng 12 năm 2019, tuyên bố rằng đây là "một động thái tiếp thị để nâng cao hiểu biết về nền tảng này". TNT đã cắt một cảnh trong tập phim trong đó tổng thống đắc cử Holoborodko hỏi liệu Tổng thống Nga Vladimir Vladimirovich Putin có đeo đồng hồ Hublot hay không, một trò đùa đề cập đến khẩu hiệu chống Putin nổi tiếng ở Ukraina.

## Giải thưởng
Servant of the People đã được trao giải tại các LHP quốc tế ở Hoa Kỳ, Đức và Hàn Quốc. Đặc biệt, bộ phim đã giành được giải WorldFest Remi năm 2016 và được đề cử cho Giải thưởng Truyền hình Quốc tế Seoul.

## Chỉ trích
Một bộ phận công chúng và những nhân vật có quyền lực của Ukraina cho rằng bộ phim này có nội dung chống lại Ukraina, chỉ trích bộ phim này chủ yếu sử dụng tiếng Nga. Đặc biệt, nhà báo Ukraina Vadym Yerchenko đã chỉ trích cốt truyện của bộ phim, gọi đây là một bộ phim theo chủ nghĩa dân túy. Nhà chính trị Valery Maidanyuk, giáo sư Khoa Ngôn ngữ Ukraina tại Học viện Kyiv-Mohyla Larysa Masenko và nhà báo Tetyana Kuzminchuk của kênh truyền hình ZIK chỉ trích bộ phim vì chủ yếu sử dụng tiếng Nga, dẫn đến việc ngôn ngữ và văn hóa Ukraina được đề cập đến như một thứ văn hóa xa lạ. Masenko chỉ vào một đoạn mà nhân vật chính đáng lẽ phải phát biểu bằng tiếng Ukraina, nhưng sau đó lại nói bằng tiếng Nga: Không. Tôi sẽ vẫn là chính mình, tôi sẽ nói tiếng Nga.